# سباستین استراندوال
سباستین استراندوال (به فنلاندی: Sebastian Strandvall؛ زادهٔ ۱۶ سپتامبر ۱۹۸۶) بازیکن سابق فوتبال اهل فنلاند است.
از باشگاه‌هایی که در آن بازی کرده‌است می‌توان به باشگاه فوتبال راه‌آهن، باشگاه فوتبال ماریهامن، باشگاه فوتبال هاکا، و باشگاه فوتبال واسان پالوسئورا اشاره کرد.
وی همچنین در تیم ملی فوتبال فنلاند بازی کرده‌است.

## خارج از فوتبال
استراندوال در سال ۲۰۲۳ تلاش‌های زیادی برای جلوگیری از اعدام دوست ایرانی و هم‌تیمی سابق خود در راه‌آهن، امیررضا نصرآزادانی، که در تظاهرات مهسا امینی حضور داشت انجام داد.